# Gwen Jorgensen
Gwen Jorgensen (Waukesha, 25 april 1986) is een sporter uit de Verenigde Staten van Amerika.
Voor de University of Wisconsin-Madison nam Jorgensen deel aan sportactiviteiten, voornamelijk zwemmen en hardlopen. Ze behaalde er een master in boekhouden, en ging werken als belasting-accountant. Kort daarna werd ze geselecteerd voor het USA Triathlon-team.
Op de Olympische Zomerspelen van Londen in 2012 nam Jorgensen voor de Verenigde Staten deel aan het onderdeel triatlon. Ze eindigde als 38e. Vier jaar later, op de Olympische Spelen van Rio de Janeiro in 2016 won ze de gouden medaille.
Tussen 2011 en 2016 nam Jorgensen deel aan alle wereldkampioenschappen, en in 2014 en 2015 werd ze wereldkampioene triatlon. Ook op de Wereldkampioenschappen triatlon sprint wordt Jorgensen in 2014 wereldkampioene.
Als atlete liep Jorgensen de 5000 en 10.000 meter.